# سفارة تركيا في روسيا
سفارة تركيا في روسيا هي أرفع تمثيل دبلوماسي لدولة تركيا لدى روسيا. تقع السفارة في Khamovniki District ‏ وهي تهدف لتعزيز المصالح التركية في روسيا.

## وصلات خارجية
- قائمة سفارات تركيا
- قائمة السفارات في روسيا